# Les 13 Coupables
Les 13 Coupables est un recueil de nouvelles de Georges Simenon paru en 1932 aux éditions Arthème Fayard.
Cette série de 14 nouvelles mettant en scène le juge Froget a été écrite à bord de l’Ostrogoth, à Stavoren (Pays-Bas), durant l’hiver 1929-1930.
Les treize premières nouvelles de ce recueil ont été prépubliées dans l’hebdomadaire Détective du 13 mars au 19 juin 1930 (numéros 72 à 86) sous le pseudonyme de Georges Sim. La dernière nouvelle, La Nuit du pont Marie, n’avait à l’origine pas été retenue par l’auteur. Publiée séparément dans L'Intransigeant du 10 juin 1933, elle n’a retrouvé sa place dans cette série qu’en 1967.

## Liste des nouvelles du recueil
- Ziliouk
  - Le juge Froget utilise une tactique très personnelle pour confondre Ziliouk, soupçonné d’espionnage et d’homicide. (La nouvelle est écrite à la première personne)
- Monsieur Rodrigues
  - Au sixième étage, on fume de l’opium, et parfois l’on meurt. Le juge Froget va prouver qu’il ne s’agit pas toujours de mort naturelle.
- Madame Smitt
  - Le  juge Froget confond Madame Smitt parce qu’elle a reconnu un borgne.
- Les « Flamands »
  - Le juge Froget face à l’inconscience, l’obscurantisme, l’amoralité… et à 33 coups de marteau.
- Nouchi
  - Le juge Froget fera la part des choses entre une escroquerie à l’assurance et une escroquerie à l’amitié.
- Arnold Schuttringer
  - Le juge Froget résout un crime au vitriol par substitution, mais le criminel est déclaré irresponsable.
- Waldemar Strvzeski
  - Le juge Froget démontre pour quelle raison Strvzeski a attaqué une crèmerie avec un révolver non chargé.
- Philippe
  - La preuve du juge Froget : une bouteille homéopathique remplie d’eau, et non de poison. Ce n’était donc ni un suicide ni un accident.
- Nicolas
  - Le juge Froget retient l’accusation de coups et blessures, mais pas celle de tentative d’assassinat, qui n’était qu’une machination.
- Les Timmermans
  - Le juge Froget prouve que c’est le clown à vélo qui a assassiné le jongleur.
- Le Pacha
  - Le juge Froget établit que le Pacha Enesco, pourtant violent avec les femmes, n’a pas fait disparaître la prostituée que tout le monde recherche.
- Otto Müller
  - Le juge Froget remarque un petit fil noir qui dépasse de la cravate de l’accusé. C’est là qu’il a cousu la preuve de son crime.
- Bus
  - Contrairement à tous, le juge Froget n’a pas confondu le noir coupable et le noir innocent.
- La Nuit du pont Marie
  - Déguiser son suicide en crime pour faire condamner soit sa femme soit son amant est un piège dans lequel ne tombe pas le juge Froget, grâce au clochard du Pont-Marie.

## Particularités
- Enquêteur : le juge Froget
- Personnages : tous les crimes impliquent des étrangers

## Éditions
- Prépublication dans Détective du 13 mars au 19 juin 1930, sous le pseudonyme de Georges Sim
- Édition originale : Fayard, 1932
- Tout Simenon, tome 17, Omnibus, 2003  (ISBN 978-2-258-06102-6) (sous le titre du recueil)
- Le Livre de poche n° 14308, 2005.  (ISBN 978-2-253-14308-6)
- Nouvelles secrètes et policières, tome 1, 1929-1938, Omnibus, 2014  (ISBN 978-2-258-10750-2) (sous le titre de chaque nouvelle)